# KV47
KV47 (Kings' Valley 47) è la sigla che identifica una delle tombe della Valle dei Re in Egitto; era la tomba del faraone Siptah (XIX dinastia), figlio di Seti II.

## Storia

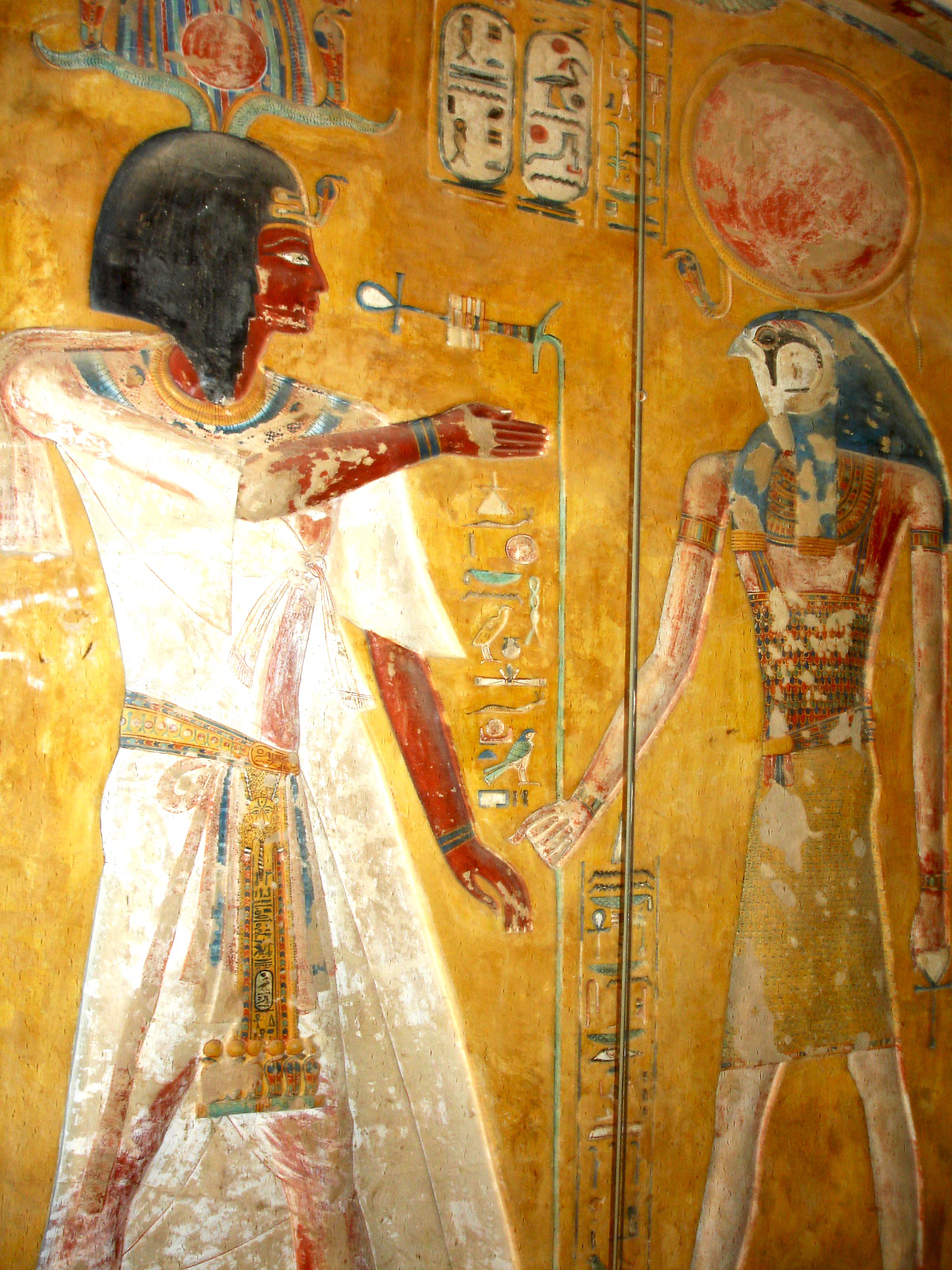
Parete della tomba

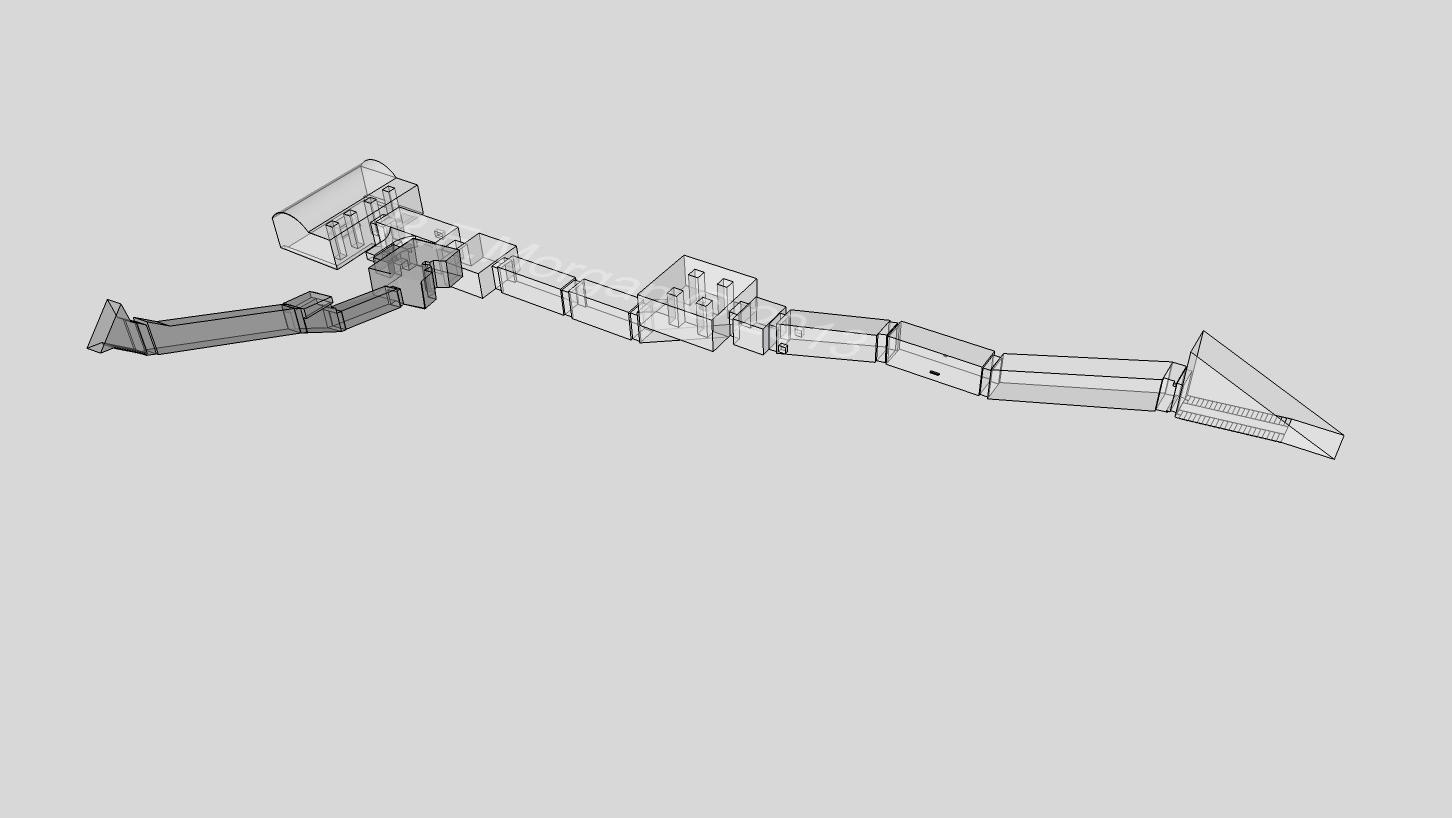
Lo sconfinamento in KV32 durante i lavori di realizzazione della KV47

Venne scoperta nel 1905 da Edward Russell Ayrton, ma lo scavo si limitò ai corridoi ed all’anticamera per il pericolo di crolli. Nel 1907 Ernest Harold Jones eseguì rilievi epigrafici e nel 1912-1913 Harry Burton proseguì nello scavo sistematico giungendo fino alla camera funeraria. Nel 1922 Howard Carter eseguì scavi nei pressi dell’ingresso rinvenendo alcuni ostraka e piccoli oggetti relativi alla KV47. Nel 1994 vennero eseguiti nuovi scavi e lavori di consolidamento e restauro a cura del Supremo Consiglio delle Antichità. Analoghi lavori di scavo, conservazione e rilevazione epigrafica vennero eseguiti dal 1999 a cura del MISR Project: Mission Siptah-Ramses X.
Le evidenze archeologiche repertate da Ayrton e Burton fecero ipotizzare che la tomba fosse stata occupata, in principio, da Siptah e dalla madre, la regina Tia’a (KV32). La tomba reca, comunque, evidenti segni di manomissione nei cartigli del re che vennero dapprima abrasi e poi, successivamente, restaurati pittoricamente. Varie ipotesi sono state avanzate circa le motivazioni per cui il re venne sottoposto a questa sorta di damnatio memoriae, ma non esistono riscontri né sui tempi né sulle motivazioni di un tal gesto.

## Architettura e rinvenimenti
KV47 si sviluppa con asse rettilineo, tipico delle tombe della XIX dinastia.
Ad una scala in leggera pendenza seguono tre corridoi pure in pendenza che adducono ad una camera che, attraverso un brevissimo corridoio, precede una camera con soffitto sorretto da quattro pilastri. Solo i primi corridoi sono ben rifiniti, intonacati e decorati con capitoli delle Litanie di Ra, del Libro dei Morti, dell’Amduat, nonché con rappresentazioni del re al cospetto di Ra-Horakhti, tutto il resto della tomba, compresa la camera funeraria, non venne mai ultimata né rifinita.
Dalla camera con i quattro pilastri, una rampa in discesa conduce ad una serie di due corridoi in piano al termine della quale si apre l’anticamera e la camera funeraria, con quattro pilastri. Al centro il sarcofago del re. Questo, scoperto da Ayrton nel 1912, reca decorazioni con Anubi accucciato su un registro più basso in cui sono rappresentati demoni dell’oltretomba; anche in questo caso, i cartigli del re vennero abrasi.
Tra i reperti rinvenuti da Ayrton, i frammenti di un sarcofago rettangolare, di due sarcofagi antropoidi e di due vasi canopi. Alcuni dei frammenti di sarcofago recavano il cartiglio di Merenptah e sono pertinenti al sarcofago di tale re oggi al British Museum, ma non è stato possibile appurare il perché della loro presenza in KV47.
Tra l’anticamera e la camera funeraria, sulla sinistra, si apre un breve corridoio che venne però interrotto quando gli operai intercettarono la vicina tomba KV32 della regina Tia’a.
Mancano totalmente camere annesse per il deposito delle suppellettili funerarie, tipiche di altre tombe dello stesso periodo. Tale assenza fu dovuta, verosimilmente, alla natura scistosa della roccia in cui la tomba venne scavata.
All'interno del sarcofago in KV47, Burton rinvenne ossa relative a sepolture intrusive della XXI dinastia. Il corpo di Siptah venne traslato, durante il Terzo Periodo Intermedio (XXI dinastia), nella KV35 di Amenhotep II, ove venne rinvenuto da Victor Loret nel 1898. Il re aveva la gamba sinistra più corta ed il piede sinistro deformato verosimilmente da poliomielite; il corpo era stato pesantemente danneggiato, molto probabilmente durante i furti alla ricerca di amuleti nascosti tra le bende, e il braccio destro era stato ripristinato, e tenuto in sito da una stecca, all’atto della ri-sepoltura durante la XXI dinastia.

### Annotazioni
1. ↑  Le tombe vennero classificate nel 1827, dalla numero 1 alla 22, da John Gardner Wilkinson in ordine geografico. Dalla numero 23 la numerazione segue l’ordine di scoperta.

### Fonti
1. ↑  Theban Mapping Project.
2. 1 2 3  Theban Mapping Project.
3. ↑   Copia archiviata, su aegyptologie.unibas.ch. URL consultato il 17 febbraio 2017 (archiviato dall'url originale il 4 febbraio 2017).
4. ↑  Nicholas Reeves e Richard Wilkinson, The complete valley of the Kings, New York, Thames & Hudson, 2000, p. 155.
5. ↑  Reeves e Wilkinson (2000), p. 156.
6. ↑  Reeves e Wilkinson (2000), p. 155.